# Винц, Виктор
Виктор Винц (нем. Viktor Winz; 31 августа 1906, Берлин — ?) — палестинский, позже аргентинский шахматист.
Сын журналиста и издателя Лео (Лейба) Винца (1876—1952), уроженца Глухова, сотрудника ряда периодических изданий сионистской направленности на иврите и немецком языке, издателя журнала «Ost und West».
Он родился в Германии, учился в неоортодоксальной еврейской гимназии-интернате в Хальберштадте.
Начал свою шахматную карьеру в Берлине. Эмигрировал в подмандатную Палестину в начале 1930-х годов. В составе сборной британской Палестины участник двух Олимпиад (1935 и 1939). После начала Второй мировой войны в июне 1941 года остался в Аргентине.
В 1960-х годах прекратил участвовать в соревнованиях. Последние годы жил в Ницце, умер в 1970-х годах.